# Seznam nemških izumiteljev
Seznam nemških izumiteljev.

## A
- Ottomar Anschütz

## B
- Andreas Friedrich Bauer
- Carl Friedrich Benz
- Theobald Boehm
- Hugo Borchardt
- Robert Bosch
- Karlheinz Brandenburg
- Karl Ferdinand Braun
- Wernher von Braun
- Robert Bunsen

## D
- Gottlieb Daimler
- Didi Senft
- Rudolf Diesel
- Claudius Dornier
- Karl Drais
- Johann Nikolaus von Dreyse

## F
- Adolf Eugen Fick
- Philipp Moritz Fischer
- Heinrich Focke (1890 - 1979)
- Hermann Föttinger

## G
- Louis Gathmann
- Johannes Wilhelm Geiger (1882 – 1945)
- Max Grundig
- Otto von Guericke
- Johannes Gutenberg
- Heinrich Göbel

## H
- Rudolf Hell

## J
- Karl Jatho
- Hugo Junkers (letalski konstruktor)

## K
- Johann Kiefuss
- Max Knoll
- Friedrich Koenig
- Max Otto Kramer

## L
- Eugen Langen
- Justus von Liebig
- Otto Lilienthal
- Carl Linde
- Ernst Litfaß
- Heinrich Lübbe

## M
- Karl Maybach
- Wilhelm Maybach
- Ottmar Mergenthaler
- Willy Messerschmitt (letalski konstruktor)
- Oskar Messter (1866-1944)
- Viktor Meyer

## N
- Walther Nernst
- Werner Neumann
- Paul Julius Gottlieb Nipkow

## O
- Hans von Ohain
- Nikolaus Otto

## P
- Ferdinand Porsche

## R
- Johann Philipp Reis
- Arthur Rudolph
- Ernst Ruska
- Wilhelm Conrad Röntgen

## S
- Ernst Sachs
- Ferdinand Sauerbruch
- Alois Senefelder
- Ernst Werner von Siemens
- Andreas Stihl

## T
- Manfred Trenz

## W
- Felix Wankel
- Gustave Whitehead
- Joseph Wilbrand

## Z
- Ferdinand von Zeppelin
- Konrad Zuse